# Ківі (національне прізвисько)
Кі́ві (англ. Kiwi) — національне прізвисько новозеландців, часто використовується самоназва жителів Нової Зеландії.
Прізвисько почало формуватися в роки Першої світової війни відносно новозеландських військовослужбовців на фронтах Європи, завдяки використанню ними нарукавних емблем з зображенням птаха ківі. У роки Другої світової війни використання цього прізвиська стало популярнішим у лавах союзницьких військ, які брали участь у бойових діях в Європі, Африці та в Тихоокеанському регіоні. А після Другої світової війни це прізвисько стало загальновживаним і в самій Новій Зеландії, і за її межами.
При використанні в новозеландському діалекті англійської мови національне прізвисько часто пишеться з великої літери — Kiwi, на відміну від назви птаха ківі — kiwi і на відміну від назву фрукта ківі — kiwifruit.